# Volksbund Deutsche Kriegsgräberfürsorge
De Volksbund Deutsche Kriegsgräberfürsorge is een in Duitsland geregistreerde non-profitorganisatie met een humanitair doel.
De organisatie werd in 1919 opgericht en onderhoudt graven van Duitse oorlogsslachtoffers binnen en buiten Duitsland. Het hoofdkwartier is gevestigd in Kassel (Duitsland).

## Geschiedenis
De Volksbund werd op 16 december 1919 opgericht omdat de Duitse republiek vlak na de oorlog niet zelf in staat was in te staan voor het onderhoud van de graven. De Volksbund stond aanvankelijk in voor de aanleg van oorlogsbegraafplaatsen in Duitsland. In 1946 kreeg de organisatie de bijkomende taak om ook de Duitse oorlogsgraven van de Tweede Wereldoorlog in Duitsland te onderhouden. In 1954 kreeg de organisatie van de Bondsrepubliek Duitsland de taak om ook de Duitse oorlogsgraven in het buitenland te identificeren, beschermen en onderhouden. Na de val van de Berlijnse Muur kreeg de Volksbund een nieuw werkterrein in Oost-Europa. In de volgende jaren werden daar ongeveer 200 begraafplaatsen voor doden uit de Eerste Wereldoorlog en meer dan 300 begraafplaatsen voor doden uit de Tweede Wereldoorlog aan te leggen of te herstellen. Het ging om ongeveer 716.000 Duitse gesneuvelden.

## Databank
De Volksbund heeft een databank (in 2019 meer dan 4,8 miljoen personen) met namen en de corresponderende graven van vermiste en gesneuvelde Duitse soldaten van de Eerste Wereldoorlog en de Tweede Wereldoorlog.

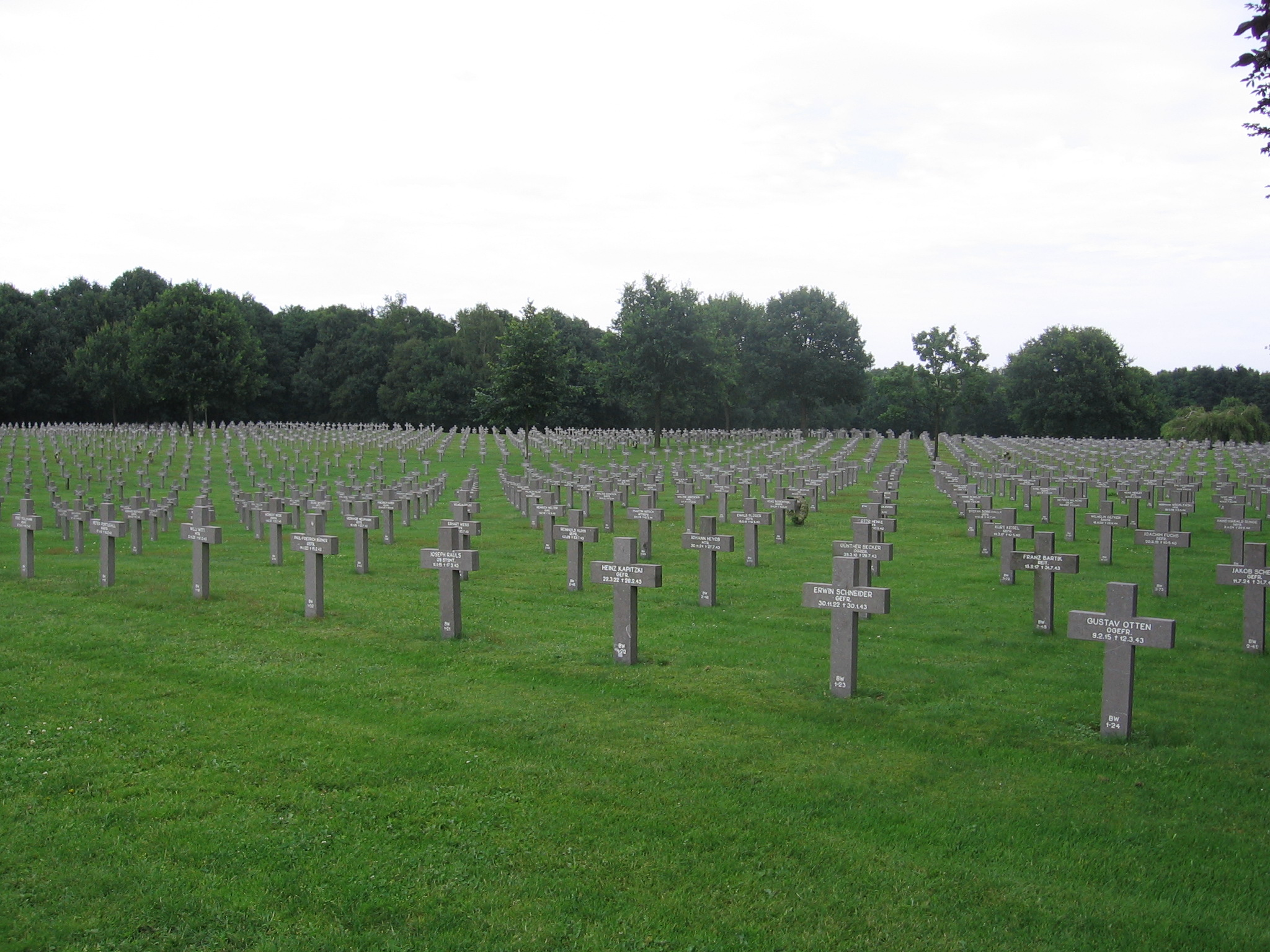
Overzicht van de graven op de Duitse militaire begraafplaats te Ysselsteyn

De Volksbund heeft een overzicht van Duitse militaire begraafplaatsen uitgewerkt. Voor iedere begraafplaats is de locatie, het adres, aantal begraven mensen, de militaire evenementen in de regio en de architectonische opstelling geregistreerd.

## Partnerorganisaties
- (Nederlandse) Oorlogsgravenstichting[5]
- Commonwealth War Graves Commission
- American Battle Monuments Commission